# Fernanda Keller
Fernanda Keller Nunes (Niterói, 4 de outubro de 1963) é uma triatleta brasileira, especialista em corridas de longas distancias. Keller foi seis vezes terceira colocada no Ironman Hawaii.

## Carreira
É a única atleta do mundo que disputou e completou todas as provas do Ironman havaiano, a mais difícil competição do triatlo. A prova do Ironman compreende 3,8 km de natação, 180 km de ciclismo e 42 km de corrida, totalizando quase 10 horas de esforço contínuo. Fernanda é a única atleta do mundo a participar 23 anos consecutivos e terminar 14 vezes entre as 10 melhores atletas no Campeonato Mundial de Ironman, que sempre acontece no Hawaii. Ela  é formada em educação física.
Ela foi condecorada Mulher Mais Influente do Esporte pelo Prêmio Forbes.

## Títulos
Pódios a partir de 1994.
| Ano  | Competição                       | País                  | Posição | Tempos    |
| ---- | -------------------------------- | --------------------- | ------- | --------- |
| 2011 | TriStar111 Nevis                 | São Cristóvão e Neves | 2°      |           |
| 2008 | Ironman Brasil                   | Brasil                | 1°      | 9:42:50 h |
| 2008 | Ironman 70.3 Brasil              | Brasil                | 2°      |           |
| 2005 | Ironman Brasil                   | Brasil                | 2°      | 9:39:46 h |
| 2004 | Ironman Brasil                   | Brasil                | 1°      | 9:26:5h   |
| 2003 | Ironman Brasil                   | Brasil                | 2       | 9:34:56 h |
| 2001 | Ironman Brasil                   | Brasil                | 2°      | 9:14:12 h |
| 2000 | Ironman - Mundial em Kailua-Kona | Estados Unidos        | 3°      | 9:31:28 h |
| 2000 | Ironman Brasil                   | Brasil                | 1°      | 9:47:14 h |
| 2000 | Ironman Austrália                | Austrália             | 3°      | 9:29:26 h |
| 1999 | Ironman - Mundial em Kailua-Kona | Estados Unidos        | 3°      | 9:24:30 h |
| 1998 | Ironman Brasil                   | Brasil                | 2°      | 9:27:33 h |
| 1998 | Ironman - Mundial em Kailua-Kona | Estados Unidos        | 3°      | 9:28:29 h |
| 1997 | Ironman - Mundial em Kailua-Kona | Estados Unidos        | 3°      | 9:28:29 h |
| 1995 | Ironman - Mundial em Kailua-Kona | Estados Unidos        | 3°      | 9:37:48 h |
| 1994 | Ironman - Mundial em Kailua-Kona | Estados Unidos        | 3°      | 9:43:30 h |

## Recordes
- Três vezes campeã do Ironman Brasil.
- Recorde Sul americano no Ironamn Hawaii.

## Projetos
Ela possui o Instituto Fernanda Keller uma Sociedade Civil sem fins lucrativos, que desenvolve projetos sociais, em Niterói, desde setembro de 1998. Atualmente, as atividades abrangem mais de 5.500 crianças e jovens da população de baixa renda. Atendemos uma média de 500 crianças, com idades entre 7 e 18 anos, em um projeto de triathlon. As aulas são gratuitas e os alunos recebem merenda e uniforme próprio para o esporte que praticam. As aulas acontecem diariamente com turmas no turno da manhã e da tarde.
Os projetos são desenvolvidos em dois núcleos: Forte Barão do Rio Branco em Jurujuba, onde são realizadas as aulas de natação no mar, ciclismo e corrida)
e na praia de Charitas com aulas de natação na piscina do Corpo de Bombeiros.

## Ligações Externas
- «Site oficial»
- «Chat com Fernanda Keller»